# ماندانا سيف الدين بور
ماندانا سیف‌ الدین‌ بور (بالفارسية: ماندانا سیف‌الدین‌پور) عالمة لغوية إيرانية ولدت في عام 1967.

## حياتها
ولدت ماندانا في ألمانيا ودرست في جامعة برلين الحرة وتخرجت بدرجة الماجستير في العلوم اللغوية والدراسات الفارسية.
من عام 2000 إلى 2005، حصلت ماندانا على شهادة الدكتوراة من معهد Max Planck لدراسات علوم اللغة النفسية الموجود في جامعة رادبود نايميخن بهولندا بمقالتها العلمية والتي كانت بعنوان "Disfluency: Interrupting speech and gesture." (اضطراب النطق: إخلال للخطابات والإيماءات). أكملت ماندانا مسيرتها العلمية كمرحلة ما بعد الدكتوراه في جامعة ستانفورد منذ عام 2007 إلى عام 2010.
بعد انتهائها من جامعة ستانفورد عام 2010، عادت ماندانا إلى معهد Max Planck لفترة زمنية قصيرة ومن ثم انتقلت إلى مدرسة الدراسات الشرقية والإفريقية الموجودة في جامعة لندن، حيث كانت المشرفة والمسؤولة عن برنامج توثيق اللغات المهددة بالخطر، والذي أُعطي الصلاحية بتوثيق اللغات المهددة بالخطر عام 2002 و بتمويل من مؤسسة أركاديا الخاصة.
منذ عام 2014 حتى الآن، تولت إدارة أرشيف اللغات المهددة بالخطر، وهو موقع أرشيف إلكتروني يقوم بتخزين اللغات المهددة بالخطر والانقراض وجمعها وجعلها سهلة الوصول لجميع مستخدمي الإنترنت في جميع أنحاء العالم.
تقوم أيضا، بتدريب العلماء على تكوين مجموعة وسائط متعددة (multimedia collections) تحتوي على اللغات المهددة بالانقراض.
تعطي ماندانا دورات عن اللغة البصرية، استخدام وسيلة الفيديو في البحث الميداني عن اللغات المهددة بالانقراض، سيكولوجيا اللغة واستعمالات اللغة.
اهتمامات ماندانا في البحوث (بالصوت والصورة) تتركز على توثيق اللغات، علم اللغة النفسي والتنوع اللغوي والثقافي في استخدام اللغة.

## المطبوعات

### بحث في موضوع واحد.
Disfluency: Interrupting speech and gesture. Nijmegen: MPI-Series in Psycholinguistics; 2006. (PhD)

### مقالات متنوعة.
with Dale Barr: The role of fillers in listener attributions for speaker disfluency, in: Language and Cognitive Processes, (25), pp 441–455; 2010.
with Sotaro Kita and Peter Indefrey: How speakers interrupt themselves in managing problems in speaking: Evidence from self-repairs, in: Cognition, (108) 3, pp 837–842; 2008.
with Sotaro Kita: Gestures and speech disfluencies, in: Proceedings of the 27th Conference of the Berkeley Linguistic Society, (BLS) Berkeley, February 2001.; 2003.
with Sotaro Kita: Gesture as an indicator of early error detection in self-monitoring of speech, in: Proceedings of the ISCA (International Speech Communication Association) Tutorial and Research Workshop. DiSS’01:Disfluency in spontaneous speech’ University of Edinburgh, Scotland; 2001.

### مواضيع أخرى.
with Marianne Gullberg: From gesture in conversation to visible action as utterance. Amsterdam: Benjamins; 2014.
Reasons for Documenting Gestures and Suggestions for How to Go About It. In: Nicholas Thieberger (Hrsg.), The Oxford Handbook of Linguistic Fieldwork. Oxford: Oxford University Press; 2011.
Meta-discursive gestures from Iran: Some uses of the ‘Pistolhand’, in: Cornelia Mueller und Roland Posner (Hrsg.). The Semantics and Pragmatics of Everyday Gestures: Proceedings of the Berlin Conference April 1998. Berlin: Weidler Verlag; 2004.
with Sotaro Kita: Gestures and repairs in speech, in: Christian Cavé, Isabelle Guaïtella und Serge Santi (Hrsg.): Oralité et Gestualité. Interactions et comportements multimodaux dans la communication. Actes du colloque ORAGE 2001. Paris: l'Harmattan, pp 266–279; 2001.